# Johan Jureskog

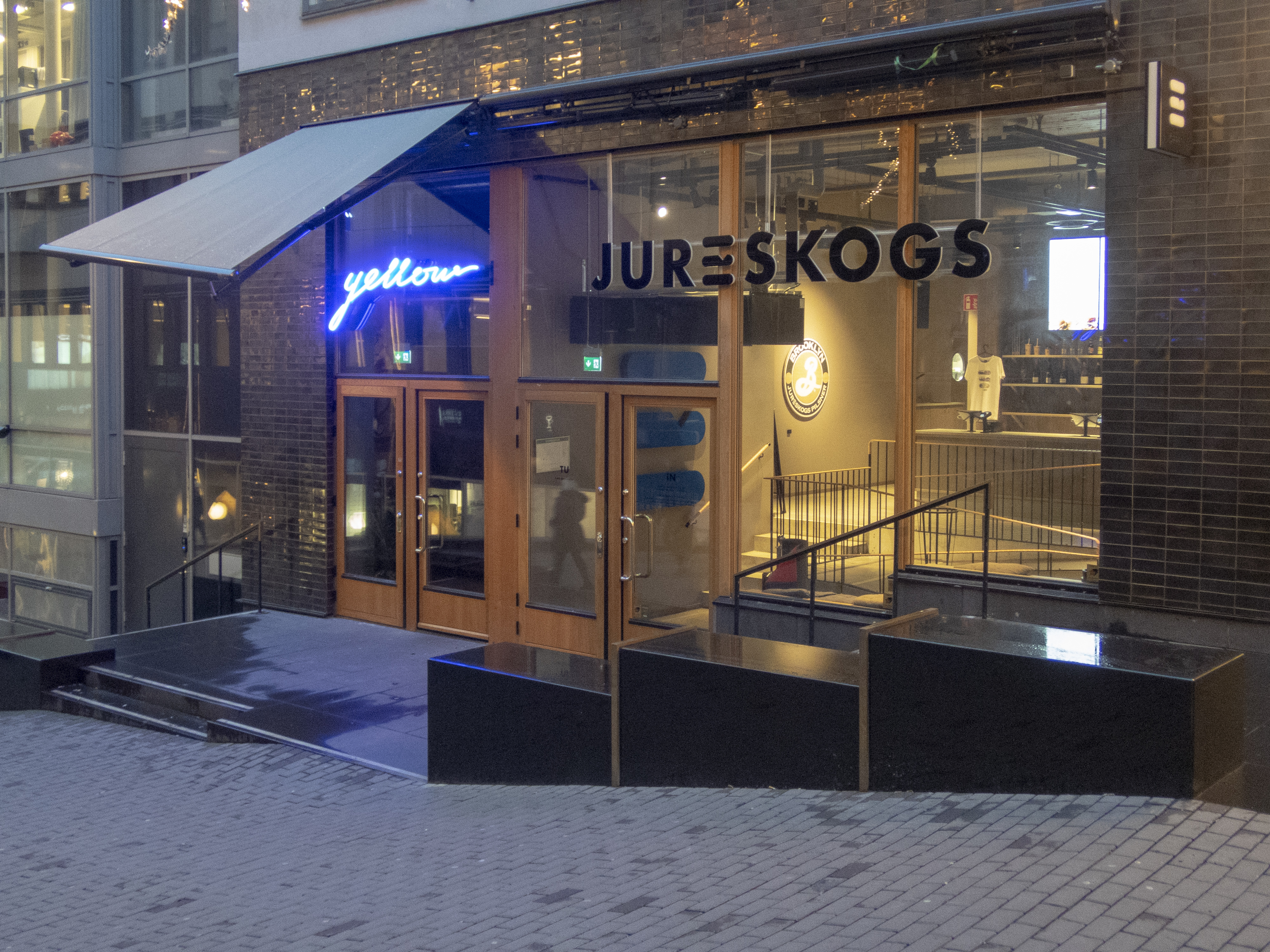
En restaurang i restaurangkedjan Jureskogs, på Jakobsbergsgatan i Stockholm.

Bengt Johan Jureskog, född 5 juli 1975 i Sundbybergs församling, Stockholm, är en svensk kock och restaurangägare. Han var anställd på restaurangen Rolfs kök i Stockholm, och tog 2003 över restaurangen som en av två delägare. Jureskog äger och driver även restaurangen AG, som framförallt är inriktad på kötträtter.
Johan Jureskog var under åtta år medlem i Svenska kocklandslaget och vann med dem Matlagnings-OS 2004. Under hösten 2009 och våren 2010 var han kock i TV4:s program Förkväll och han medverkar ofta med helgmenyer i Nyhetsmorgon i samma kanal. 2013 var han med i Kockarnas kamp i TV4. Våren 2016 medverkade Jureskog tillsammans med Frida Nordstrand i Världens bästa burgare i TV3.
Under 2018 startade även han tillsammans med sin bror Ludvig en hamburgerbar vid namn Jureskogs. Hamburgarna är inspirerade från bland annat tv-programmet Världens bästa burgare.
År 2023 medverkade han i underhållningsprogrammet Let's Dance 2023 på TV4.

## Restauranger
- Restaurang AG – Köttrestaurang belägen på Kronobergsgatan 37 vid Fridhemsplan, Kungsholmen, i Hallbergs Guldsmeds AB tidigare guldfabrik
- Rolfs kök
- AG Kötthandel – kött/charkuteri-restaurang belägen på Kungsholmen och i Nordiska Kompaniets Saluhall.
- Jureskogs – Snabbmatskedja med inriktning på hamburgare